# جان-بيير بيليتي
جان-بيير بيليتي (بالفرنسية: Jean-Pierre Pelletier)‏ ـ (ولد في سان جان بمقاطعة كيبيك الكندية سنة 1952) هو طبيب وأستاذ جامعي كندي. حصل على جائزة الملك فيصل العالمية في الطب سنة 2010.

## حياته
ولد بيليتي في مدينة سان جان بمقاطعة كيبيك الكندية سنة 1952، وتخرج طبيبًا في كلية الطب بجامعة مونتريال سنة 1974، ومن ثَم عمل طبيبًا مقيمًا في الطب الباطني والرثويات بمستشفى أوتيل ديو في جامعة مونتريال ومستشفى مونتريال العام التابع لجامعة مكجيل، قبل أن ينتقل إلى جامعة ميامي في فلوريدا بالولايات المتحدة ليعمل زميلًا باحثًا في قسم الرثويات بها.
في سنة 1981، التحق بليتي بالعمل في جامعة مونتريال، وظل فيها حتى حصل على درجة الأستاذية سنة 1992، وهو يعمل حاليًا أستاذًا للأمراض الباطنة ومديرًا لمركز أبحاث الفصال العظمي بمركز أبحاث مستشفيات جامعة مونتريال.

## الجوائز والتكريم
تقاسم بيليتي جائزة الملك فيصل العالمية في الطب سنة 1431 هـ/2010 م مع البروفيسورة جوهان مارتل بيليتي، لأبحاثهما الأساسية والسريرية التي أجرياها على مدى ثلاثة عقود في أمراض تآكل المفاصل، كما شاركهما الجائزة البروفيسور رينهولد جانز.